# Eimear McBride
Eimear McBride (Liverpool, 6 ottobre 1976) è una scrittrice irlandese.

## Biografia
Nata a Liverpool da genitori irlandesi nel 1976, vive e lavora a Norwich.
Spostatasi in tenera età in Irlanda, si è trasferita a 17 anni a Londra per studiare recitazione al Drama Centre.
Ha scritto il suo primo romanzo, Una ragazza lasciata a metà, in soli sei mesi, a 27 anni, ma ha dovuto attenderne 10 per vederlo pubblicato dopo numerosi rifiuti; attesa premiata con il Geoffrey Faber Memorial Prize, l'Orange Prize e il Premio Desmond Elliott l'anno successivo.
Nel 2016 ha vinto con il secondo romanzo Bohémien minori il James Tait Black Memorial Prize.

## Opere

### Romanzi
- Una ragazza lasciata a metà (A girl is a half-formed thing, 2013), Pordenone, Safarà, 2016 traduzione di Riccardo Duranti ISBN 978-88-97561-36-1.
- Bohémien minori (The Lesser Bohemians, 2016), Milano, La nave di Teseo, 2019 traduzione di Tiziana Lo Porto ISBN 978-88-93446-19-8.
- Strange Hotel (2020)
- The city changes its face 2025 Faber & Faber